# Ǵoko Taneski
Pour les articles homonymes, voir Taneski.
Ǵoko Taneski (en macédonien : Ѓоко Танески), né le 2 mars 1977 à Ohrid en Macédoine yougoslave, est un chanteur macédonien.
Taneski se fait remarquer en 1996 au très populaire festival macédonien Makfest lors de sa toute première scène avec la chanson Go, don't fool the heart. Reconnu du public et du milieu, il ne tarde pas à s'associer à des compositeurs et paroliers de premier choix, ce qui fera décoller sa carrière de chanteur dans le pays. Mais c'est l'année 2007 qui l'ancra au sommet du paysage musical avec son titre Farewell dearest, au top des charts pendant plusieurs mois. En 2009 sort son deuxième album Never Enough. Il est élu en 2010 pour représenter la Macédoine à l'Eurovision de la chanson.

## Eurovision 2010
Le 20 février 2010, Taneski a été choisi lors d'une finale nationale pour représenter son pays au Concours Eurovision de la chanson 2010 à Oslo avec sa chanson Jas ja imam silata (J'ai la force).